# مليندا أو. في
مليندا أو. في (بالإنجليزية: Melinda O. Fee)‏ هي ممثلة أمريكية، ولدت في 7 أكتوبر 1942 في لوس أنجلوس في الولايات المتحدة، وتوفيت في 24 مارس 2020.

## وصلات خارجية
- مليندا أو. في على موقع IMDb (الإنجليزية)
- مليندا أو. في على موقع ألو سيني (الفرنسية)
- مليندا أو. في على موقع أول موفي (الإنجليزية)
- مليندا أو. في على موقع قاعدة بيانات الفيلم (الإنجليزية)
- مليندا أو. في على موقع كينوبويسك (الروسية)